# École centrale de Lyon
École centrale de Lyon, također poznata i pod imenom Centrale Lyon, je visokoškolska tehnička ustanova, a od 1854. smještena je u Écully izvan Lyona.
Član je TIME-a (Top International Managers in Engineering). Uglavnom je poznat po obuci inženjera, čiji se studenti i bivši studenti nazivaju "centraliens".

## Poznati maturanti
- Albert France-Lanord, francuski inženjer, metalurg, arheolog, kustos te jedan od značajnijih francuskih konzervatora umjetnina druge polovine dvadesetog stoljeća

## Vanjske poveznice
- Centrale Lyon  Arhivirana inačica izvorne stranice od 2. travnja 2022. (Wayback Machine)